# Stockholmen, Norrtälje kommun

Stockholmen är en ö strax öster om Gisslingö i Rådmansö socken, Norrtälje kommun.
Stockholmen har sedan gammalt tillhört byn på Tjockö. Vattnen omkring ön är grunda. Den är främst känd för sina två ristningar på ön från tiden för finska kriget. På klippan mot Markobben finns en ristning i en dubbel cirkel med texten: 1809 - C XIII konung - Fäderneslandet i våda - O. R. Cederström- amiral 249 Selgel af Örl. och Armens Flottor - försvarade kusten. På öns högsta punkt finns en inskription som lyder: Telegraf och utkik - för - Svenska Flottor - under befäl af - Amiral O.R. Cederström. - 1809.